# Poustka (dělostřelecká tvrz)
Dělostřelecká tvrz Poustka (též Grünwald) je tvrz, která byla plánována v rámci systému československého opevnění na severní hranici Československa, přičemž měla patřit mezi páteř obrany ve svém okolí. Stavba tvrze byla plánována do prostoru kóty 658 Grünvald (dnes 669 Poustka) mezi Slavětínem a Petříkovicemi na Trutnovsku. Co do počtu zbraní se tvrz řadila k největším. Velikost osádky se plánovalo na cca 700 vojáků. Stavba tvrze nikdy nebyla zadána žádné stavební firmě.
Poustka měla být tvořena pěti pěchotními sruby (T-S 45-47, T-S 51 a T-S 51a), dělostřeleckou otočnou věží (T-S 48), dvěma dělostřeleckými sruby (T-S 49 a T-S 49a), minometnou věží (T-S 50) a vchodovým objektem (T-S 50a). Délka podzemí spojující jednotlivé sruby měla činit 2 kilometry. Vzhledem k velkým výškovým rozdílům na ploše tvrze mělo být podzemí rozděleno do dvou výškových úrovní, spojených vyrovnávací schodišťovou a výtahovou šachtou.

## Úkol tvrze
Tvrz měla houfnicemi podporovat izolované pěchotní sruby nalevo až za sousední tvrz Stachelberg a napravo se palebný vějíř T-S 49a křížil s vějířem tvrze Jírová hora. Dělostřelecká tvrz měla postřelovat důležitou silnici od hranic s Německem přes Zlatou Olešnici směrem na Trutnov. Dělostřelecká otočná věž měla dostřel až k Žacléři do prostoru silnice Žacléř - Trutnov, napravo pak celý úsek hranic v prostoru Adršpach a Teplice nad Metují. Jelikož byla tvrz umístěna dostatečně blízko hranic, zasahovala její dělostřelecká postřelovatelnost hluboko na území nepřítele.